# Энергетика в Бутане
Энергетика в Бутане — была главным направлением развития королевства в последних его пятилетках. В сотрудничестве с Индией, Бутан осуществил постройки нескольких гидроэлектростанций, продукция которых продается между странами.
Установленная мощность производства электроэнергии в Бутане составляла 1,6 гигаватта (ГВт). Большая часть установленной мощности страны приходится на гидроэлектростанции, что составляет 1614 МВт от общей мощности страны в 1623 МВт в 2018 году.
Более 99,97% домов и хозяйств имеют доступ к электричеству. По статистике за 2011 год правительство Бутана поставляло электроэнергию 60 процентам сельских хозяйств, что значительно больше, чем примерно 20 процентов в 2003 году. Около 2500 человек использовали солнечную энергию по всему Бутану. Даже там, где электричество было доступно для освещения, большинство сельских жителей готовили пищу на дровах. Сельские дома часто отапливались дровами, керосином или сжиженным нефтяным газом.
В Бутане нет запасов природного газа и нефти. Королевство имеет около 1,3 миллиона тонн запасов угля, но добывает только около 1000 тонн угля в год, исключительно для внутреннего потребления. Бутан также импортирует нефть в объёме около 1000 баррелей в день. Большая часть импорта нефти - это топливо для автомобилей.
Бутан остаётся в целом углеродно-нейтральным и чистым местом без скопления парниковых газов. Однако по мере развития и модернизации Бутана, его внутренний спрос на энергию в домашнем хозяйстве, коммерческом и промышленном секторах неуклонно растёт. Полный переход на возобновляемые источники энергии, сделает Бутан одним из главных победителей глобального энергетического поворота.

## Государственные учреждения
До 2002 года энергетический сектор Бутана контролировался министерством торговли и промышленности и департаментом энергетики. В 2002 году в результате реформ исполнительной власти правительства Бутана, были созданы три новых органа при министерстве экономики: министерство энергетики, его дочернее управление электроэнергетики бутана и бутанская энергетическая компания. Департамент формулирует политику, планирование и координацию, управление и является главным регулирующим органом энергетического сектора. С 2006 года ведомство имеет право устанавливать дифференцированные тарифные для потребителей низкого, среднего и высокого потребления.
До 2011 года бутанская энергетическая компания оставалась государственной корпорацией, в которую входило около 9 процентов госслужащих, хотя её долгосрочные цели включали приватизацию. В декабре 2009 года у бутанской энергетической корпорации было 91 770 потребителей по всей стране, из которых 47 846 были сельскими потребителями.
В январе 2008 года правительство объединило несколько своих гидроэлектростанций — Chukha Hydro Power Corporation, Basochhu Hydro Power Corporation и Kurichhu Hydro Power Corporation — в составе Druk Green Power Corporation. В дополнение к своим первым трём, Druk Green взял под свой контроль Талу в 2009 году. Druk Green работает как холдинговая компания для контроля и ускорения развития гидроэнергетики и альтернативной энергетики.
Бутанская энергетическая корпорация и Druk Green принадлежат компании "Druk Holding and Investments", которая осуществляет управление инвестиционной и девелоперской деятельностью энергетических компаний.

## Производство и потребление
На сегодняшний день бутанская электроэнергетика практически полностью состоит из гидроэлектростанций. Из-за уязвимости водоснабжения в условиях изменения климата правительство Бутана приступило к изучению альтернативных источников энергии, такие как солнечная, ветровая и биогазовая энергия, в начале 21 века. Изменение климата представляет опасность для Бутана, поскольку страна может пострадать от экстремальных погодных условий, вызывающих новые наводнения, интенсивные муссоны и прорывы ледниковых дамб летом и засуху зимой.

### Гидроэнергетика
Установленная гидроэнергетическая мощность бутана составляет 1615 мегаватт из предполагаемого гидроэнергетического потенциала в 30 000 мегаватт. Выработка гидроэнергии зимой значительно падает. Сетевая гидроэнергетика является основным источником энергии в стране. Бутан располагает четырьмя крупными гидроэлектростанциями, несколькими малыми и мини-гидроэлектростанциями и несколькими другими объектами, находящимися в стадии разработки. Многие малые и мини-гидроэлектростанции в Бутане обслуживают отдаленные деревни, которые остаются отключёнными от основной энергосистемы.
Ранее международные отношения поддерживались грантами из Индии, хотя более поздние проекты стали основываться на кредитах. Другие суверенные и многонациональные вкладчики, такие как правительство Австрии и Азиатский банк развития, также финансировали и развивали гидроэлектростанции Бутана. В начале 2010-х годов Бутан начал концентрировать свое внимание на государственно-частном партнёрстве в целях будущего развития.

### Проект Чукха
Основная статья: Чукха (гидроэлектростанция)
Чукхский проект, или Chukha Hydel, был первым мега-энергетическим проектом бутана. Его строительство началось в 1970-х годах, он был сдан в эксплуатацию в 1986 году, а Бутан принял полный контроль в 1991 году. Летом завод вырабатывает 336 МВт электроэнергии из четырёх турбин, работающих на реке Вангчу в Центральном районе Чукха, между Тхимпху и Пхунчхолингом. Проект стоил 2,46 миллиарда долларов, полностью финансировался правительством Индии, 60 процентов по грантам и 40 процентов по пятнадцатилетнему кредиту под 5 процентов годовых. В 2009 году были построены две водоотводные трубы из соседних рек, чтобы компенсировать снижение речного стока Вангчу в засушливые зимние месяцы.
Большая часть энергии Чукхи экспортируется в Западную Бенгалию, Бихар, Джаркханд, Одишу и Сикким. Чукха была самым большим источником дохода королевства до тех пор, пока в 2007 году не была введена в эксплуатацию гидроэлектростанция Тала. В период с 2005 по 2006 год только Чукха внесла более 30 процентов в общий доход Бутана. Гэс управляет компания "Друк Грин".

### Тальский гидроэнергетический проект
Тала - это шести-турбинная гидроэлектростанция, расположенная в  ниже по течению от Чукхинской ГЭС. Тала имеет генеративную мощность 1020 МВт, получаемую примерно из 40 километров туннеля и чистого перепада высот 860 метров. Объект также содержит 92 - метровую бетонную плотину и подземную электростанцию. С момента начала эксплуатации в 2007 году он превзошёл Чукху. Как и Чукха, Тала полностью финансировалась Индией, 60 процентов - грантами и 40 процентов-кредитами. Druk Green Power Corporation получил контроль над Талой в апреле 2009 года.

### Гидроэнергетический Проект Куру-Чу
Основная статья: Куру-Чу (гидроэлектростанция)
Гидроэнергетический проект Куру-Чу, расположенный на реке Куру-Чу в районе Монгар, обеспечивает электроэнергией восемь районов (Монгар, Лхунце, Трашиганг, Трашиянгце, Пемагацел, Самдруп-Джонгхар, Сарпанг и Жемганг) в Восточном Бутане. Как и проект Чукха, Куру-чу полностью финансировался Индией-60% в виде грантов и 40% в виде займов.
Комплекс Куру-чу состоит из плотины, цементного резервуара объёмом 1 миллион кубометров и четырёх турбин. ГЭС начинала работать поэтапно с апреля 2001 года по май 2002 года. Она вырабатывает 60 МВт электроэнергии, большая часть которой экспортируется в Индию. Druk Green управляет заводом Куру-чу.

### Гидроэнергетический Проект Басо-Чу
Электростанции Басо-Чу I и II, расположенные недалеко от Вангди-Пходранг, были построены при технической и финансовой поддержке Австрии. Басо-Чу I имеет мощность 24 МВт и Басо-Чу II имеет мощность 40 МВт. ГЭС полностью компьютеризирована. Басо-Чу управляется компанией Druk Green.
Строительные работы Басо-Чу были начаты в 1997 году. В 2004 году была введена в эксплуатацию Басо-Чу II.

### Гидроэлектростанция Пуна-Цанг-Чу-I
Основная статья: Пуна-Цанг-Чу-I (гидроэлектростанция)
С сентября 2014 года ведётся строительство проекта  Пуна-Цанг-Чу-I мощностью 1200 МВт (6 х 200 МВт) ниже по течению от моста Вангди-Пходранг. Он финансируется на 40 процентов за счет Индийского гранта и на 60 процентов за счет кредита. Строительство началось в ноябре 2009 года, а его завершение ожидается к 2024 году.

### Гидроэлектростанция Пуна-Цанг-Чу-II
Основная статья: Пуна-Цанг-Чу-II (гидроэлектростанция)
На сентябрь 2014 года проект Пуна-Цанг-Чу-II мощностью 1020 МВт (6 х 170 МВт) находится в стадии строительства. Он финансируется на 40 процентов за счет Индийского гранта и на 60 процентов за счет кредита. Строительство началось в 2013 году, а его завершение ожидается к июню 2017 года.

### Проект Гидроэлектростанции Мангде-Чу
Основная статья: Мангде-Чу (гидроэлектростанция)
Проект был успешно введен в эксплуатацию компанией Bharat Heavy Electricals Limited (BHEL) в начале августа 2019 года и официально открыт премьер-министрами Индии и Бутана 17 августа 2019 года из столицы страны Тхимпху под эгидой проекта Дружбы Бутан-Индия. Он финансируется на 40 процентов за счет Индийского гранта и на 60 процентов за счет кредита. Энергетическое оборудование и электромеханические механизмы были поставлены BHEL из Индии.

### Гидроэнергетический Проект Дага-Чу
Основная статья: Дага-Чу (гидроэлектростанция)
Проект Дага-Чу мощностью 126 МВт (МЧР) находится в районе Дагана. Строительство началось в 2009 году, а первый генератор был введен в эксплуатацию в феврале 2015 года. ГЭС в Дагана является первым коммерческим энергетическим проектом в Бутане.

### Другие объекты
В 2008 году насчитывалось 24 ещё более мелких мини и макро гидроэлектростанций, вырабатывающих в общей сложности около 4 МВт энергии. Самые крупные из них находились в Трашиганге и Бумтанге. Первая мини-гидроэлектростанция Бутана была построена в 1967 году в Тхимпху; она действовала до 1988 года. До 1970-х годов Бутан строил множество других небольших гидроэлектростанций. В 1970-х годах Бутан и Индия начали сотрудничать в более крупных проектах, направленных на электрификацию более крупных регионов Бутана и удовлетворение транснациональных энергетических потребностей.

### Альтернативная энергетика
Основная статья: Возобновляемая энергетика в Бутане
Из за изменений климата и растущего спроса на энергоносители Бутан стремится обеспечить дополнительную энергетическую безопасность за счет развития своих альтернативных источников энергии.

#### Солнечная энергия
В Бутане по состоянию на 2015 год, действует около 4600 солнечных энергосистем, в том числе 2750 внутрисетевых и 1848 внесетевых. Потенциал оценивается примерно в 12 000 мегаватт.
Солнечная энергетика в Бутане получает прямые инвестиции из внутренних и международных источников. В 2010 году Азиатский банк развития предоставил грант в размере более 21 миллиона долларов США на электрификацию сельских домов. Бутанская энергетическая корпорация организовала обучение по Солнечной электрификации для сельских жителей из сельских восточных районов Бумтанг, Лхуэнце, Монгар, Пемагатшель, Самдруп Джонгхар, Сарпанг и Вангдуэ Пходранг. Солнечное освещение также доступно многим кочевникам, живущим в охраняемых районах Бутана.

#### Биомасса и биогаз
Чтобы избавить от зависимости от дров, Бутан начал заново изучать возможность получения биогаза из коровьего навоза. Это включало пятилетнюю программу испытаний в районах Чукха, самце, Сарпанг и Циранг с 2011 по 2015 год. Бутан ранее исследовал производство биогаза аналогичным образом в 1980-х годах, но эта программа была заброшена после неудач.

#### Ветряная энергия
Теоретический потенциал развития ветроэнергетики в Бутане оценивается в 761 мегаватт. Потенциал самый высокий в Вангди-Пходранге — 141,7 мегаватта, а в Чукхе — 91,8 мегаватта.
В 2010 году были реализованы программы ветрогенераторов для изучения возможности использования энергии ветра для смягчения последствий падения гидроэнергетики в засушливые зимние сезоны.
Бутан запустила свой первый ветрогенераторы в 2016 году. Они состоят из двух ветряных турбин с расчетной производственной мощностью 600 киловатт.

## История
С конца двадцатого века гидроэлектростанции стали очень важным аспектом экономического развития Бутана в качестве недорогостоящего источника энергии, поддерживающего более капиталоемкие отрасли промышленности, такие как лесное хозяйство, горнодобывающая промышленность, производство цемента и карбида кальция. Крутые горы бутана, глубокие ущелья и быстрые реки создают богатый гидроэнергетический потенциал, который правительство начало развивать в начале 1960 - х годов с помощью Индии.
Во время третьей пятилетки Бутана общественные работы, главным образом строительство дорог, продолжали занимать значительную долю бюджета развития в размере 475,2 млн нгултрум. Несмотря на бюджет, заложенный для запланированного развития, существовали дополнительные затраты вне официального плана развития, включая строительство дорог и гидроэлектростанций.
Шестой пятилетний план (1987-92 гг.) был первым, который выделил на энергетические проекты значительную часть национального бюджета (13,1%). При сумме 9,5 миллиарда нгултрум шестой план был значительно дороже своих предшественников. Цели включали укрепление самообеспеченности бутана, поскольку предполагалось, что Бутан начнет осваивать рынки соседних стран с помощью промышленных, горнодобывающих и гидро-электро станционных проектов. Столкнувшись с растущими издержками, Бутан отложил некоторые проекты, требующие значительных капиталовложений, до принятия седьмого плана развития (1992-1996 годы).
Первое крупное строительство гидроэлектростанций началось в 1975 году на реке Ванг-Чу между Тхимпху и Пхунчхолингом. Известный как проект Chukha Hydel Project, он способствовал ускорению промышленного развития страны. 336-мегаваттная Чукхская ГЭС была введена в эксплуатацию в 1986 году и в том же году была синхронизирована с индийской энергосистемой. Проект Чукха стоимостью 2,44 миллиарда нгултрум был оплачен Индией на 60 процентов. Планировалось, что Бутан будет продавать по низкой цене всю избыточную электроэнергию в Западную Бенгалию. Проект Чукха был важен не только потому, что он обеспечивал электроэнергией западные и южные районы, но и потому, что он стал основным источником дохода для страны.
В 1981 году Бутан произвел 22 миллиона киловатт-часов энергии. Валовой годовой доход проекта в 1989 году был запланирован на уровне 380 млн нгултрум. В 1989 году почти 95 процентов установленной правительством Бутана электроэнергии-в общей сложности 355 мегаватт — обеспечивалось Чукхой, и в общей сложности около 20 главных городов и 170 деревень были электрифицированы. К 1990 году коммерческий район Тхимпху имел подземную кабельную систему электроснабжения. Этот проект не только вдвое сократил внутренние расходы на электроэнергию, но и обеспечил доход от продажи электроэнергии в Индию, почти равный общему объёму государственных доходов из всех внутренних источников. Небольшие предприятия, такие как 1,5-мегаваттный Gyetsha Mini-Hydel, который был открыт в 1989 году, дал необходимую энергию в Бумтанг.
Другие источники энергии, например, биогаз, используемый в некоторых районах для освещения и домашнего хозяйства. Солнечная энергия использовалась для различных целей, включая отопление жилых домов и теплиц и освещение больниц. Несмотря на потенциальную возможность получения солнечной энергии, горный ландшафт Бутана препятствует её максимальному использованию. Те же горы являются воронками для мощных ветров, тем самым, обеспечивая ещё один возобновляемый источник энергии. В 1987 году в Вангди-Пходранге были установлены высокотехнологичные ветряные мельницы для производства электроэнергии.
Ещё одним источником топлива в 1980-е годы были дрова. Хотя Бутан имел более широкий доступ к электроэнергии, чем раньше, традиционные методы приготовления пищи и отопления требовали легкодоступного топлива. В середине 1980-х годов бутан производил 982 000 тонн угля. Сам уголь имелся в запасе примерно в 1,3 миллиона тонн, но его добыча была затруднена, а качество оставляло желать лучшего.